# Francesco Lodi

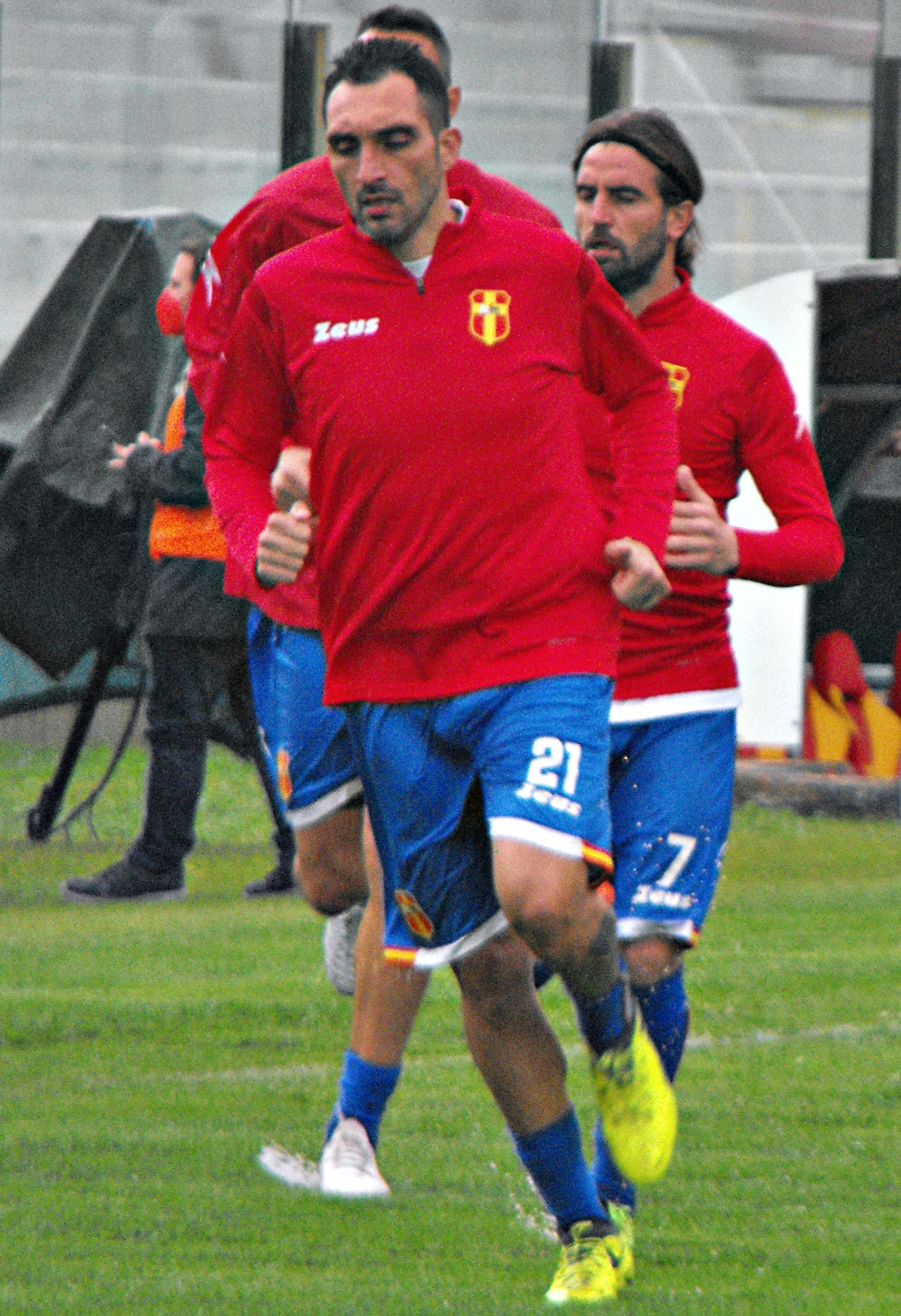
Francesco Lodi (2021)

Francesco Lodi (* 23. März 1984 in Neapel, Italien) ist ein italienischer ehemaliger Fußballspieler. Er war xvor allem für seine Freistöße und seine guten Pässe bekannt.

## Karriere
Lodi kam über die Jugend des FC Empoli zum Profifußball. Seit 2000 gehörte er dem Profikader Empolis an, wurde jedoch bis 2004 selten eingesetzt, sodass er die Rückrunde der Saison 2003/04 leihweise für Vicenza Calcio spielte. Nach seiner Rückkehr zu Empoli erarbeitet Lodi sich einen Stammplatz und wurde fester Bestandteil der Mannschaft für zwei Spielzeiten. Dennoch wurde er von 2006 bis 2008 an Frosinone Calcio verliehen, wo er in 82 Spielen 31 Tore erzielen konnte. Die Saison 2008/09 spielte er wieder für Empoli und gehörte erneut zum Stamm der Mannschaft. Daraufhin wurde er vom Erstligisten Udinese Calcio ausgeliehen, der ihn jedoch nach Saisonende nicht übernahm. So wechselte Lodi 2010 zu seiner früheren Station Frosinone Calcio, die er allerdings nach nur einem halben Jahr wieder verließ, um bei Catania Calcio zu spielen. Dort entwickelte sich Lodi zum unumstrittenen Führungsspieler und konnte in zweieinhalb Serie-A-Saisons 18 Tore in 86 Spielen erzielen. Trotz dieser guten Leistungen verließ er Catania im Sommer 2013 und wechselte zum CFC Genua. Nach der Hinrunde und zwei Toren in neun Einsätzen wechselte Lodi jedoch sofort wieder zu Catania zurück und absolvierte dort die Rückrunde, in der man in die Serie B abstieg. Zur Spielzeit 2014/15 wechselte Lodi leihweise zum FC Parma. Nach zwei Jahren bei Udinese Calcio wechselte Lodi im Sommer 2017 zurück nach Catania.
Lodi durchlief mehrere Junioren-Nationalteams Italiens, wurde aber nie für die A-Mannschaft nominiert.